# Gastrotheca fulvorufa
Gastrotheca fulvorufa är en groddjursart som först beskrevs av Andersson 1911.  Gastrotheca fulvorufa ingår i släktet Gastrotheca och familjen Hemiphractidae. IUCN kategoriserar arten globalt som otillräckligt studerad. Inga underarter finns listade i Catalogue of Life.